# Zenana

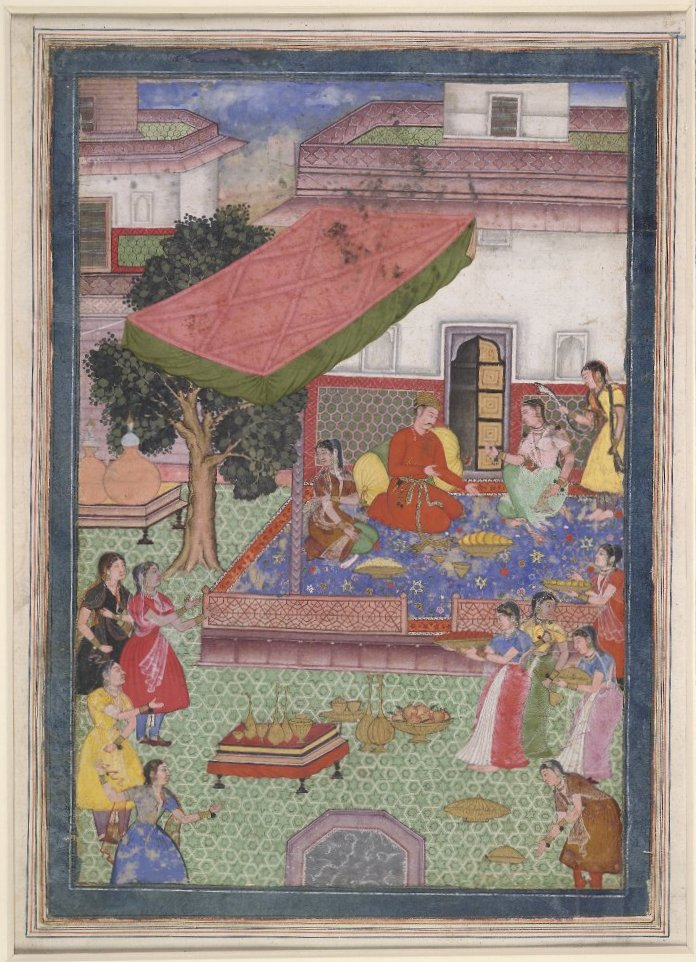
Principe o nobile visita la zenana o appartamenti delle donne.

Zenana (in persiano زنانه, urdu زنانہ e hindi ज़नाना) significa "delle donne" o "appartenente alle donne". Contestualmente si riferiva alla zona del palazzo riservata alle donne reali di famiglie indù o musulmane. Erano detti Zenana gli appartamenti interni ad un palazzo nei quali vivevano le donne di una famiglia. Gli altri appartamenti per gli uomini e gli ospiti erano chiamati Mardana. Concettualmente per chi praticava il purdah erano l'equivalente asiatico meridionale dell'harem.
I missionari cristiani ottennero l'accesso alla zenana attraverso missionarie che erano state addestrate come medici e infermiere ed erano in grado di fornire alle donne assistenza sanitaria e nello stesso tempo evangelizzarle nelle loro case.

## Zenana nella corte moghul
Fisicamente, le zenana delle corti Moghul erano delle abitazioni di estremo lusso, in particolare per le principesse e le donne di dignitari di alto rango. A causa delle restrizioni estreme ad essere immessi agli appartamenti delle donne, molto poco si conosce dalle fonti disponibili. Gli studiosi moderni hanno esaminato i documenti di corte e i diari di viaggio dell'epoca Moghul per cercare di avere informazioni sugli alloggi delle donne, scoprendo che erano dotati di cortili, laghetti, fontane e giardini. I palazzi stessi erano decorati con specchi, dipinti e marmi. Jahanara, figlia di Shah Jahan e Mumtaz Mahal, viveva nel suo sontuoso appartamento decorato con tappeti e affreschi di angeli volanti. Tra le altre cose raffigurate nelle illustrazioni vi era la vita di corte, acqua corrente e giardini.

### Popolazione residente
Piuttosto che essere lo spazio carcerario dedicato ad attività licenziose secondo l'immaginario popolare europeo, le zenana erano il dominio dei membri femminili della famiglia, dalle mogli alle concubine, alle vedove, sorelle e cugine nubili, e anche più lontane parenti. Oltre alle donne di rango, le zenana erano popolate da assistenti di varia abilità che dovevano provvedere ai bisogni delle donne che vi risiedevano all'interno. Tutti gli amici in visita, servitori e animatori, erano invariabilmente di sesso femminile, fino al corpo altamente qualificato di guardie armate, noto come urdubegi, che dovevano scortare e proteggere le donne nella zenana di Aurangzeb.

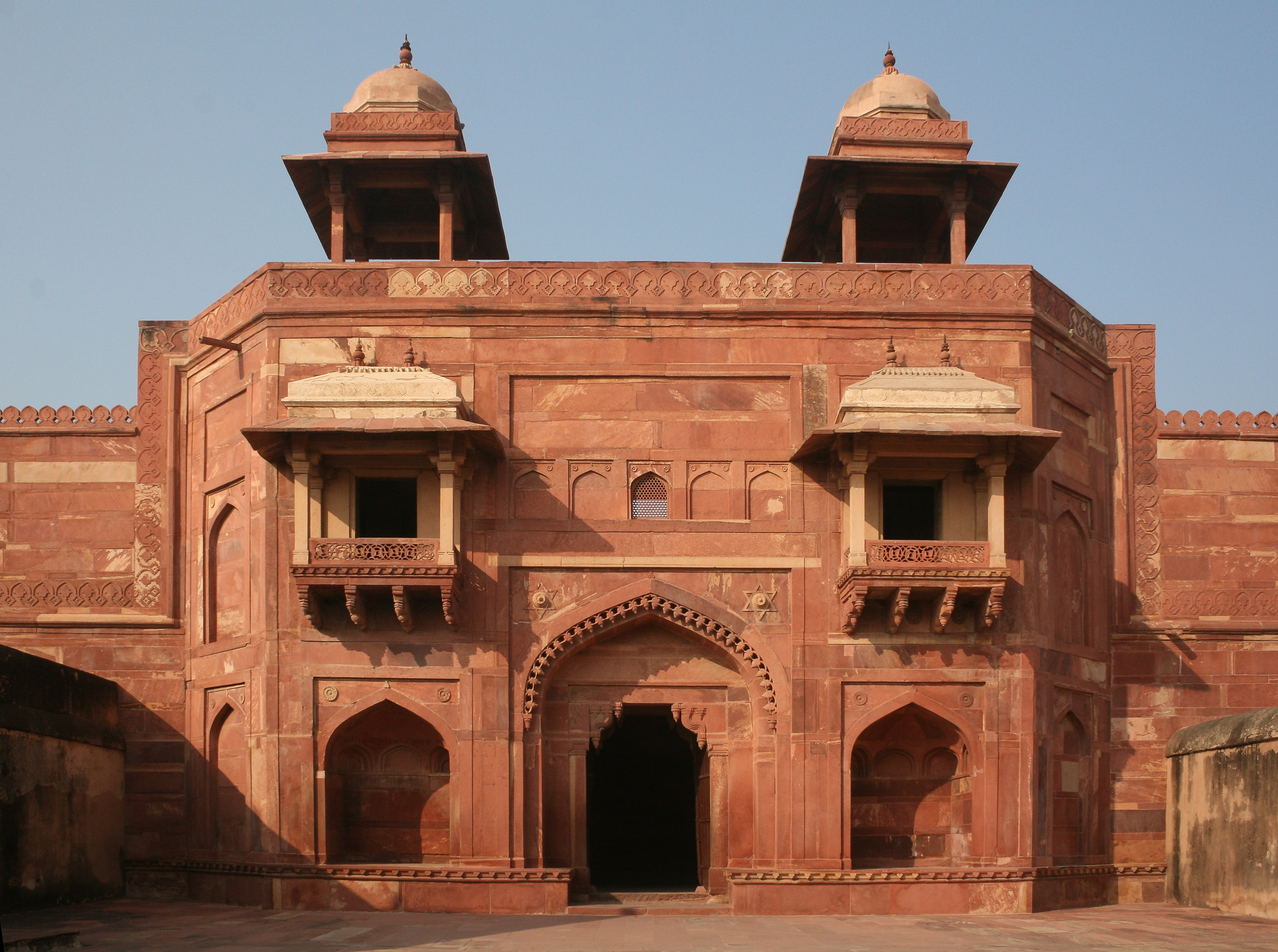
Ingresso fortificato alla zenana di Fatehpur Sikri.

### Amministrazione
Secondo Abu'l Fadl, autore dell'Akbarnama, nella zenana di Akbar a Fatehpur Sikri vi si trovavano più di cinquemila donne, ognuna delle quali aveva una sua stanza. La dimensione della zenana significava che era una comunità in sé, e come tale amministrata sistematicamente. Abu'l Fadl descrive la zenana suddivisa in sezioni, con darogha (impiegate donna) incaricate di provvedere alle esigenze finanziarie e organizzative delle residenti. Le altre posizioni amministrative all'interno della zenana comprendevano le tehwildar, o responsabili delle retribuzioni e delle richieste finanziarie delle abitanti la zenana. C'erano poi le mahaldar, le serve delle massime autorità scelte tra le file delle darogha, che spesso agivano come una fonte di spionaggio dalla zenana all'imperatore. Le anaga, o balie reali, erano elevate a posizioni di rango elevato e il loro lavoro non era strettamente amministrativo.

### Influenze politiche
A seguito del fatto che i membri maschi della società Moghul non definivano strettamente il concetto di purdah come riflesso del proprio onore, le mogli, le figlie, e le donne in particolare non sposate, ai vertici dell'impero, erano in grado di estendere la loro influenza al di là delle strutture fisiche della zenana. Questa interpretazione meno costrittiva di purdah consentiva alle dame di corte di partecipare indirettamente alla vita pubblica, in particolare ai progetti di costruzione di edifici civili. Jahanara stessa fu responsabile della modifica dello Shahjahanabad, costruendo l'ormai famoso mercato Chandni Chowk. Complessivamente, le mogli, le figlie, e anche una cortigiana furono le principali artefici di 19 grandi strutture della città. In rapporto alla cultura dei loro antenati Timuridi, era comparativamente più accettabile, per le donne Moghul, non solo di occuparsi di progetti di costruzione, ma anche di impegnarsi in attività di svago al di fuori della zenana, come caccia, polo e pellegrinaggi, più di quanto non lo sarebbe stato per le loro contemporanee Safavidi. Nur Jahan sembra essere stata unica in quanto aveva una particolare affinità per la caccia, ed era in grado di ottenere il permesso di accompagnare il marito Jahangir in diverse battute, uccidendo, una volta, quattro tigri con la sua eccellente abilità nel tiro.

### Aderenza al Purdah
Nonostante la libertà sociale che le portò ad essere un membro della famiglia reale, le donne moghul non si mostravano senza velo e non potevano essere viste da parte di estranei o di uomini diversi dai loro familiari. Invece, quando viaggiavano si coprivano la testa e il volto con veli bianchi, e venivano trasportate su Howdah, Chaudole, carrozze e palanchini coperti su tutti i lati per mantenere la modestia e la solitudine necessaria al purdah. Quando dovevano salire o scendere dalle zenana, venivano trasportate all'interno da portatori donne e trasferite al di fuori delle mura delle zenana da servi eunuchi. Nel caso che un estraneo avesse dovuto entrare nelle zenana, come nel caso di una malattia per la quale la signora non potesse essere spostata a causa del suo stato di salute, il visitatore veniva coperto dalla testa ai piedi con un sudario e portato alla cieca presso la signora da un servitore eunuco.